# Francesc Anoro Zuferri
Francesc Anoro Zuferri, conegut com a Xicu (Lleida, 1949), és un polític i promotor cultural català.
Regidor de l'Ajuntament de Sils pel partir de Convergència i Unió des de 1983, al càrrec de les àrees de Cultura, Joventut i Medi Ambient, fins que passà a l'oposició el 2007.
Francesc Anoro és principalment conegut per ser el fundador i coordinador del grup de La Cuina a Sils, Aquest grup, nascut el 1993 com Les Àvies de Sils i després denominat Les Cuineres de Sils, està format per mestresses de casa de Sils i ha promogut la recuperació de la cuina tradicional de la població. En els seus 25 anys d'existència ha editat 14 llibres, des de La Cuina a Sils (1994) fins a La cuina dels flavonoides. Receptes de cuina tradicional per a la trempera, el cor i el cap (2018) i ha obtingut un important ressò fins i tot internacionalment.
L'any 2009 Francesc Anoro va ser guardonat a Itàlia amb el títol de deixeble d'Auguste Escoffier, reconeixement que s'atorga als millors xefs de cuina tradicional, per la Casa Artusi de Forlimpopoli (Itàlia).
El maig de 2018 el govern català a l'exili ha proposat concedir-li la Creu de Sant Jordi. Se li concedí la Creu de Sant Jordi «en reconeixement a [sic] la seva aportació per promoure i recuperar els plats i els valors patrimonials de la cuina tradicional i familiar».